# اورمان-آستی
اورمان-آستی (انگلیسی: Urman-Asty) یک شهرک در شهرستان دیورتیورلینسکی در استان باشقیرستان کشور روسیه است.